# Michael Groß

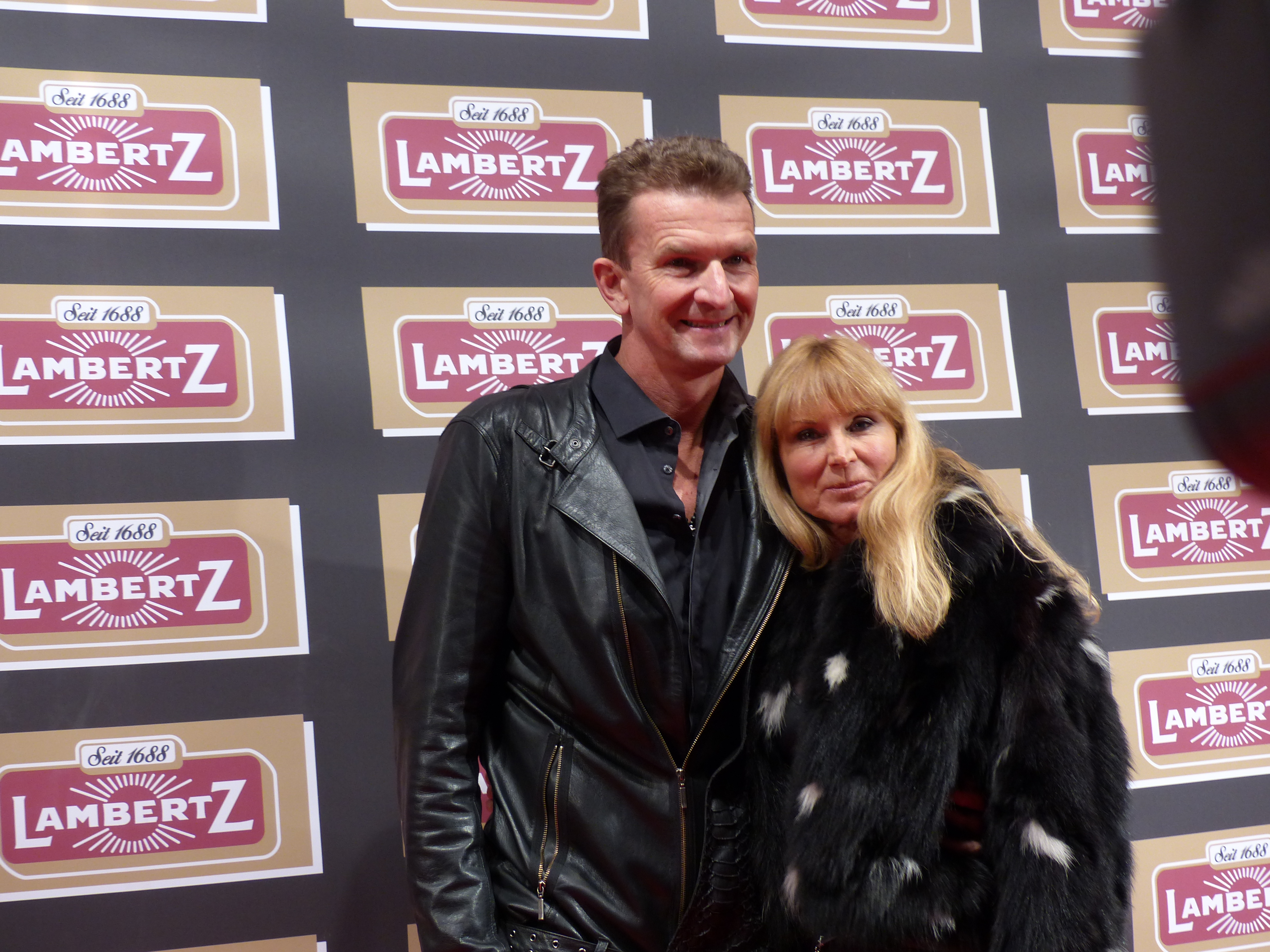
Michael Groß mit Ehefrau Ilona, 2016

Michael Groß (* 17. Juni 1964 in Frankfurt am Main) ist nach Summe seiner insgesamt 21 Titelgewinne bei Olympischen Spielen, Welt- und Europameisterschaften der zweiterfolgreichste deutsche Schwimmsportler. Er startete für den EOSC, einen Schwimmclub aus Offenbach am Main.
Aufgrund seiner großen Armspannweite von 2,13 m bei 2,01 m Körperlänge war sein Spitzname Albatros, den er 1983 von einem französischen Reporter der Sporttageszeitung L’Équipe bekommen hatte. Während der Olympischen Spiele 1984 kreierte Jörg Wontorra das geflügelte Wort: „Flieg, Albatros, flieg …!“ Der Ausspruch wurde 2019 sogar auf einer Briefmarke der Deutschen Post „verewigt“.

## Sportliche Karriere
Groß, dessen Vater Prokurist eines Pharmazieunternehmens war, begann 1974 mit dem Schwimmsport und machte bundesweit erstmals 1979 bei den Jahrgangsmeisterschaften auf sich aufmerksam.
Bereits als 16-Jährigem gelang ihm ein zweiter Platz bei den Deutschen Meisterschaften 1980 in München über 100 m Schmetterling. Dieser zweite Platz hätte ihm auf Anhieb die Olympiateilnahme in Moskau eingebracht, das bundesdeutsche NOK boykottierte jedoch die Moskauer Spiele. Als der Schwede Pär Arvidsson mit 54,92 Sekunden Olympiasieger wurde, schwamm Groß die 100 m Schmetterling fast zur gleichen Zeit in Toronto in 54,69 Sekunden. Ein Jahr später wurde er dann erstmals deutscher Meister über 100 m Schmetterling und 200 m Freistil.
Im Jahr 1982 etablierte er sich endgültig in der Weltspitze, als er bei den Weltmeisterschaften in Guayaquil, Ecuador über 200 m Freistil und 200 m Schmetterling siegte.
Bei den Olympischen Spielen 1984 in Los Angeles gewann Groß Gold über 200 m Freistil und über 100 m Schmetterling (jeweils in Weltrekordzeit) sowie Silber über 200 m Schmetterling und mit der bundesdeutschen 4 × 200-m-Freistilstaffel.
1985 errang er bei den Europameisterschaften in Sofia bei sechs Starts sechs Goldmedaillen (200 m Freistil, 100 und 200 m Schmetterling und mit allen drei bundesdeutschen Staffeln).
Nach der Verteidigung seiner Weltmeistertitel über 200 m Freistil und 200 m Schmetterling 1986 in Madrid gewann er bei den Olympischen Spielen 1988 in Seoul olympisches Gold über 200 m Schmetterling und Bronze mit der 4 × 200-m-Freistilstaffel. 1991 beendete er nach den Weltmeisterschaften in Perth – wo er nochmals Gold gewann – seine Karriere als Schwimmer.
Groß gewann insgesamt dreimal Gold bei Olympischen Spielen, wurde fünfmal Weltmeister und dreizehnmal Europameister (siebenmal als Einzelschwimmer, sechsmal mit verschiedenen Staffeln). Er stellte zwölf Weltrekorde und 24 Europarekorde auf, darunter 1985 über 400 m Freistil, einer Disziplin, über die er sonst kaum startete. Damit hatte er in diesem Jahr zeitweilig vier Weltrekorde inne (dies gelang vor ihm nur Mark Spitz), was er in seinem Buch Siegen kann jeder als seine größte sportliche Leistung bezeichnet.
Michael Groß ist neben Ursula Happe, Dagmar Hase, Britta Steffen und Lukas Märtens der einzige Schwimmolympiasieger der Bundesrepublik Deutschland (Stand: 2024). Nur ihm und Britta Steffen gelang es, auch noch einen Weltmeistertitel über eine Einzelstrecke zu gewinnen.
Der Weltschwimmer der Jahre 1983 und 1985 wurde als erster deutscher Sportler viermal (1982, 1983, 1984, 1988) Sportler des Jahres (nur Boris Becker wurde genauso oft gewählt). Die Vereinigung der europäischen Sportjournalisten (UEPS) wählte Groß 1983 zu Europas Sportler des Jahres, ein Jahr später die Presseagentur Polska Agencja Prasowa (PAP) ebenfalls zu Europas Sportler des Jahres. Im Jahr 1995 wurde er in die Ruhmeshalle des internationalen Schwimmsports aufgenommen.
Michael Groß war nicht nur Spitzenschwimmer, sondern auch Leitfigur innerhalb der deutschen Nationalmannschaft. Dazu ließ er sich für die letzte Staffel an großen Wettkämpfen immer einen besonderen Auftritt einfallen. Bei seinem letzten Rennen für Deutschland, der 4 × 100-m-Lagenstaffel bei den Weltmeisterschaften 1991 in Perth, betrat die deutsche Staffel in Kostümen beliebter australischer Tiere (z. B. Känguru und Koala) die Startbrücke.
Michael Groß war in seiner Trainingsgestaltung für neue Wege und Ideen offen. Er war höchstens zweimal 90 Minuten pro Tag im Wasser und forcierte das Gewichtstraining sehr. Dazu holte er sich auch Ausdauer außerhalb des Schwimmbeckens, vor allem auf dem Rennrad. Sein Trainer, der ihn während seiner sportlichen Laufbahn betreute, war Hartmut Oeleker.
Für seine sportlichen Erfolge wurde er mit dem Silbernen Lorbeerblatt ausgezeichnet.

## Weiterer Werdegang
Groß studierte Germanistik, politische Wissenschaften und Medienwissenschaften und promovierte in Philologie 1994 in Frankfurt/Main über Ästhetik und Öffentlichkeit: Die Publizistik der Weimarer Klassik. Im September 2011 publizierte er das Sachbuch Siegen kann jeder. Im August 2013 folgte das Fachbuch Selbstcoaching, im März 2014 das Handbuch Change-Manager. Von 2003 bis 2015 war Groß als Lehrbeauftragter an der privaten Universität Frankfurt School of Finance and Management tätig. Seit 2016 unterrichtet er an der Johann Wolfgang Goethe-Universität Frankfurt am Main in Frankfurt am Main im Fachbereich Wirtschaftswissenschaften zum Thema Organisation und Führung im digitalen Zeitalter und wurde dort im Jahr 2023 zum Honorarprofessor ernannt.
Groß ist seit 2001 in Frankfurt/Main und seit 2012 in Königstein im Taunus als selbstständiger Unternehmensberater tätig. 2003 war er kurzzeitig für die Position des Geschäftsführers der Olympiabewerbung von Leipzig für 2012 im Gespräch. Schon für die gescheiterte Kandidatur der Stadt Berlin für die Olympischen Spiele 2000 war er nebenberuflich als Berater tätig.
Von 2001 bis 2005 war Groß Mitglied im Vorstand der Stiftung Deutsche Sporthilfe (DSH) und im Präsidium des Nationalen Olympischen Komitees (NOK) für Deutschland. Zudem leitete er ab 2003 den Wirtschaftsrat des Deutschen Sporthilfe. Ende 2005 legte er sein Mandat als Mitglied des Vorstandes nieder, da er mit den geplanten Änderungen in der Führungsstruktur der DSH nicht einverstanden war. Er unterstützt seit 2010 als Botschafter die Initiative Respekt! Kein Platz für Rassismus.
Groß ist seit 1995 verheiratet. Er hat zwei Kinder.

## Sportliche Erfolge

### Erfolge bei Olympischen Spielen
- 1984: Gold über 200 m Freistil und 100 m Schmetterling, Silber über 200 m Schmetterling und mit der 4 × 200-m-Freistilstaffel
- 1988: Gold über 200 m Schmetterling, Bronze mit der 4 × 200-m-Freistilstaffel

### Erfolge bei Weltmeisterschaften
- 1982: Gold über 200 m Freistil und 200 m Schmetterling, Silber über 100 m Schmetterling, Bronze mit der 4 × 100-m-Lagenstaffel und der 4 × 200-m-Freistilstaffel
- 1986: Gold über 200 m Freistil und 200 m Schmetterling, Silber mit der 4 × 100-m-Lagenstaffel und der 4 × 200-m-Freistilstaffel
- 1991: Gold mit der 4 × 200-m-Freistilstaffel, Silber über 100 und 200 m Schmetterling, Bronze mit der 4 × 100-m-Lagenstaffel

### Erfolge bei Europameisterschaften
- 1981: Gold über 200 m Schmetterling, Silber mit der 4 × 200-m-Freistilstaffel, Bronze mit der 4 × 100-m-Freistilstaffel
- 1983: Gold über 200 m Freistil, 100 m Schmetterling, 200 m Schmetterling und mit der 4 × 200-m-Freistilstaffel, Silber mit der 4 × 100-m-Lagenstaffel
- 1985: Gold über 200 m Freistil, 100 m Schmetterling, 200 m Schmetterling, mit der 4 × 100-m-Freistilstaffel, der 4 × 200-m-Freistilstaffel und der 4 × 100-m-Lagenstaffel
- 1987: Gold über 200 m Schmetterling und mit der 4 × 200-m-Freistilstaffel, Silber über 100 m Schmetterling und mit der 4 × 100-m-Freistilstaffel, Bronze über 200 m Freistil

## Auszeichnungen
- Deutscher Schwimmer des Jahres: 1980, 1981, 1982, 1983, 1984, 1985, 1986, 1987, 1988, 1990
- Juniorsportler des Jahres: 1981
- Europas Sportler des Jahres „Frank Taylor Trophy“: 1983
- Europas Sportler des Jahres (PAP): 1984
- Weltschwimmer des Jahres: 1985
- Europäischer Schwimmer des Jahres: 1982, 1983, 1984, 1985, 1986
- Sportler des Jahres (Deutschland): 1982, 1983, 1984, 1988
- Aufnahme in die Ruhmeshalle des internationalen Schwimmsports: 1995[23]
- Aufnahme in die Hall of Fame des deutschen Sports 2015[24][25]
- Silbernes Lorbeerblatt
- Goldene Sportpyramide 2024[26]

## Sonstige Tätigkeiten
Groß war von 2019 bis 2024 Vizepräsident der Industrie- und Handelskammer Frankfurt am Main. Er hat eine Honorarprofessur an der Goethe-Universität in Frankfurt am Main im Bereich Personalwirtschaft für das Fachgebiet Organisation und Führung im digitalen Zeitalter inne.

## Schriften
- Michael Groß: Siegen kann jeder. Jeden Tag die richtigen Fragen stellen. Ecowin Verlag, Salzburg 2011, ISBN 978-3-7110-0013-2.
- Michael Groß: Selbstcoaching. Eigenmotivation, Karriereplanung, Veränderung als Chance nutzen und den eigenen Erfolgsweg gehen. Verlag Springer Medizin, Berlin 2013, ISBN 978-3-642-38038-9.
- Michael Groß: Handbuch Change-Manager. Beltz-Verlag, Weinheim und Basel 2014, ISBN 978-3-407-36552-1.
- Michael Groß: Einfach machen. Redline Verlag, München 2016, ISBN 978-3-86881-628-0.
- Michael Groß: Digital Leader Gamebook. Haufe-Verlag, Freiburg 2019, ISBN 978-3-648-12124-5.
- Michael Groß mit Ilona Groß: Das Beste liegt vor uns. riva-Verlag, München 2020, ISBN 978-3-7423-1376-8.
- Michael Groß (Herausgeber mit Jörg Staff): Ki-Revolution der Arbeitswelt, Freiburg 2024, ISBN 978-3-648-17692-4